# Can Panosa
Can Panosa és una casa d'Amer (Selva) inclosa a l'Inventari del Patrimoni Arquitectònic de Catalunya.

## Descripció
Edifici entre mitgeres de tres plantes i terrassa situat al sector nord de la Plaça de la Vila. Destaca per la finestra geminada del primer pis, per l'arcada de la plaça i pel pilar decorat en què es recolza part de l'arcada. La façana és arrebossada i pintada, a excepció dels marcs de les finestres del primer pis i de l'arcada de la planta baixa.
La planta baixa consta d'una arcada de mig punt rebaixada, la volta i dues entrades, una per accedir als pisos superiors i l'altre per entrar a la botiga de fruites. El pilar, que sustenta dues arcades, és un dels més interessants de la plaça. A la part del capitell hi ha dos baixos relleus per banda, és a dir, vuit, de forma quadrada però disposada com un rombe, amb motius religiosos (IHS i creus plantades) i aparentment genealògics (arbre). Alguns d'ells estan esborrats.
El primer pis consta d'una finestra d'estil gòtic, vestigi de la casa original, i d'una finestra amb balcó emmarcada de pedra calcària de talla nova. La finestra més antiga és geminada, de pedra calcària, dividida per una columneta i amb dos sectors trevolats. Són interessants les decoracions del capitell i de les impostes, amb motius florals.
El segon pis té tres finestres de rajola i ciment, una de central i gran i dues de més reduïdes i laterals. A sobre, a la terrassa, una petita cornisa i una balustrada senzilla de dos trams i barrots cilíndrics.

## Història
La majoria dels edificis que es conserven a la plaça són d'origen medieval, reformats durant els segles XV i XVI, i sobretot durant els segles XVIII i XX. Tot i que es conserven reminiscències medievals a les façanes com ara alguna finestra geminada o trevolada, escuts en relleu, inscripcions, etc. la majoria d'edificis són dels segles XVIII-XX amb tres o quatre plantes i la particularitat d'ésser suportades parcialment pels porxos i arcades. L'origen d'aquests porxos és comercial, d'antigues parades comercials o d'artesania cobertes amb tendals i estructures de fusta que s'acabaven cobrint i edificant a sobre. Així passà a Vic i també a Girona, entre d'altres poblacions properes.
Aquesta casa, al marge de l'estructura, la finestra geminada, la volta i l'arcada, ha estat reformada al llarg del segle xx.